# Rock Identitaire Français
El Rock Identitario Francés (en francés: Rock Identitaire Français) también conocido como RIF es una corriente musical neofascista y ultranacionalista seguida por numerosos grupos identitarios. Debido al racismo de dicho fenómeno de extrema derecha, éste ha sido oficialmente condenado por la gubernamental Comisión Nacional Consultiva de los Derechos del Hombre, una sección del Ministerio de Asuntos Exteriores francés.

## Características
Nació durante la segunda mitad de los años 90 el RIF fue presentado por sus creadores como el germen que iniciaría una nueva contracultura y una rebelión contra el sistema, y en un principio estaba pensado que abarcara un público mayor que los grupos de extrema derecha. Según un análisis de L'Express, el verdadero propósito de este movimiento sería « acercar a los jóvenes a la extrema derecha». El mismo autor, basándose en un testimonio de Fabrice Robert, presidente del grupo Bloc identitaire y antiguo consejero municipal del Frente Nacional de La Corneuve (Seine-Saint-Denis) antes de pasarse al Movimiento Nacional Republicano insistió en que lo que caracteriza a este movimiento no es el rock ya que algunos grupos de rap que realzaban la raza blanca y eran patrióticos podían estar también recogidos dentro del RIF. L'express afirma también que el mensaje que transmiten los grupos RIF es « racista y venenoso»
Los grupos que se reivindican seguidores de este movimiento expresan ideas contra la inmigración, y a favor de la llamada Preférence nationale (Preferencia nacional). Además, las ideas de antiglobalización y antiamericanismo son otros temas usados frecuentemente por los grupos RIF.

## Controversias
Según un informe de la Direction Centrale de Renseignements Généraux (DCRG) efectuado en enero de 2005 los skinheads calificados «anarquistas de derechas» están «muy presentes» en los círculos del RIF y «utilizan locales cercanos a este movimiento»
A pesar de las acusaciones de racismo o violencia presentadas por Les Verts o por el MRAP ningún grupo o texto a estado perseguido por los tribunales, al contrario que el RAC. Únicamente fue cancelado un concierto en 1998 en París. El dueño del Club Dinnois no sabía que se conmemoraba la defunción de un militante de extrema derecha, Sébastien Deyzieu.
Como respuesta, www.coqgaulois.com el portal RIF más importante se citó entre los sitios racistas de internet estudiados por la Commission Nationale Consultative des Droits de l'Homme en un informe de 2003 — PDF·.
Según Le Monde y el MRAP, Maxime Brunerie habría distribuido música RIF en Île-de-France</ref>·.

## Lista de grupos
- Basic Celtos
- Brixia
- Elendil
- Fraction (antes Fraction Hexagone)
- Hôtel Stella
- Ile de France
- In Memoriam
- Vae Victis
- Insurrection
- Aquilonia
- Terre de France
- Goldofaf

## El Rock identitario fuera de Francia
Hay grupos de Rock Identitario fuera de Francia, aunque su poca transcendencia no les permite crear una escena musical propiamente dicha En Italia el fenómeno se dio a conocer como Rock Alternativo o música alternativa dependiendo la zona.